# Paulo Isidoro
Paulo Isidoro (właśc. Paulo Isidoro de Jesus, ur. 3 sierpnia 1953 w Belo Horizonte) - były brazylijski piłkarz.

## Kariera piłkarska
- 1975 – 1980: Clube Atlético Mineiro
- 1980 – 1983: Grêmio Foot-Ball Porto Alegrense
- 1983 – 1985: Santos FC
- 1985 – 1988: Guarani FC
- 1989 – 1989: Esporte Clube XV de Novembro
- 1989 – 1990: Cruzeiro EC
- 1991 – 1992: Associação Atlética Internacional
- 1992 – 1997: Valeriodoce Esporte Clube